# Alma Söderhjelm

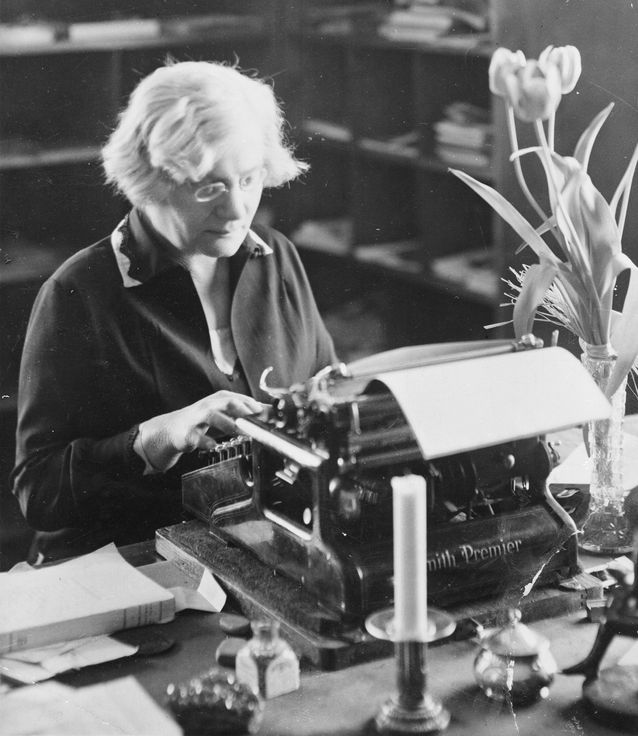
Alma Söderhjelm

Alma Söderhjelm (* 10. Mai 1870 in Viborg, Finnland; † 16. März 1949 in Stockholm) war eine finnische Historikerin und Schriftstellerin und die erste Professorin in Finnland. Sie gehörte zur schwedischsprachigen Minderheit in Finnland. Von 1906 bis 1926 war Söderhjelm Dozentin an der Universität Helsinki und von 1927 bis 1937 Professorin für Allgemeine Geschichte an der Åbo Akademi.
Söderhjelms Forschung konzentrierte sich auf das Thema der Französischen Revolution. Ihre Doktorarbeit (1900) verfasste sie über den Journalismus während der Revolution. Bekannt wurde Söderhjelm für ihre Untersuchungen über die Freundschaft von Axel von Fersen und der französischen Königin Marie-Antoinette und besonders als Herausgeberin der geheimen Briefwechsel der Königin mit zahlreichen Revolutionären.
Alma Söderhjelm var Tochter von Woldemar Söderhjelm und Schwester von Werner Söderhjelm.

## Bibliographie
Eine Auswahl aus der umfangreichen Bibliographie, die „akademische Arbeiten, Aufsatzsammlungen, Quellenpublikationen und Memoiren (25 Werke in 34 Bänden)“ sowie „Theaterstücke, eine Gedichtsammlung, ein Drehbuch, fünf Romane und acht Sammlungen von Zeitungskolumnen“ umfasst.
- Sverige och den franska revolutionen (2 Bände, 1920–24)
- (Hrsg.): Axel von Fersens Dagbok, 4 Bände, Stockholm 1925
- Den stora revolutionen (2 Bände, 1927–29)
- Åbo tur och retur (Eine Rückkehr nach Åbo), Bonniers, Stockholm, 1938
- mit Carl-Fredrik Palmstierna: Oscar I, Stockholm 1944